# Coupe des nations de concours complet d'équitation 2017
Navigation
2016 2018
La Coupe des nations de concours complet d'équitation 2017 (en anglais FEI Nations Cup Eventing 2017), est la 6e édition du circuit coupe des nations organisé par la FEI dans cette discipline.

## Calendrier et résultats
| Date                      | Lieu                                  | Équipe vainqueur |
| ------------------------- | ------------------------------------- | ---------------- |
| 22 au 23 avril 2017       | Montelibretti, Italie CICO-3*         | Annulé           |
| 17 au 21 mai 2017         | Strzegom, Pologne CICO-3*             | Allemagne        |
| 25 au 29 mai 2017         | Houghton Hall, Royaume-Uni CICO-3*    | Allemagne        |
| 31 mai au 4 juin 2017     | Tattersalls, Irlande CICO-3*          | France           |
| 30 juin au 2 juillet 2017 | Wiener Neustadt, Autriche CICO-3*     | Allemagne        |
| 8 au 9 juillet 2017       | The Plains, États-Unis CICO-3*        | États-Unis       |
| 19 au 23 juillet 2017     | Aix-la-Chapelle, Allemagne CICO-3*    | Allemagne        |
| 10 au 13 août 2017        | Haras national du Pin, France CICO-3* | France           |
| 22 au 24 septembre 2017   | Waregem, Belgique CICO-3*             | Allemagne        |
| 5 au 8 octobre 2017       | Boekelo, Pays-Bas CICO-3*             | Nouvelle-Zélande |

## Classement
|          | Équipe/Épreuve   | Points        | Points      | Points          | Points     | Points          | Points                | Points  | Points  | Points | Total |
| Strzegom | Équipe/Épreuve   | Houghton Hall | Tattersalls | Wiener Neustadt | The Plains | Aix-la-Chapelle | Haras national du Pin | Waregem | Boekelo |        | Total |
| -------- | ---------------- | ------------- | ----------- | --------------- | ---------- | --------------- | --------------------- | ------- | ------- | ------ | ----- |
| 1        | Allemagne        | 100           | 100         | –               | 100        | –               | 100                   | 80      | 100     | 90     | 670   |
| 2        | Royaume-Uni      | 90            | 90          | 90              | (60)       | 80              | 60                    | 90      | 90      | (35)   | 590   |
| 3        | France           | –             | –           | 100             | –          | –               | 55                    | 100     | 80      | 55     | 390   |
| 4        | Pays-Bas         | 60            | –           | –               | 90         | –               | –                     | 70      | 60      | 60     | 340   |
| 5        | Nouvelle-Zélande | –             | 70          | –               | –          | –               | 70                    | –       | –       | 100    | 240   |
| 6        | États-Unis       | –             | 80          | –               | –          | 100             | –                     | –       | –       | 50     | 230   |
| 7        | Suède            | 80            | –           | –               | –          | –               | 80                    | –       | 50      | –      | 210   |
| 8        | Irlande          | –             | –           | 80              | –          | –               | 50                    | –       | –       | 70     | 200   |
| 9        | Italie           | 70            | –           | –               | 70         | –               | –                     | –       | –       | 40     | 180   |
| 10       | Australie        | –             | –           | –               | –          | –               | 90                    | –       | –       | 80     | 170   |
| 11       | Belgique         | –             | –           | –               | –          | –               | –                     | –       | 70      | 45     | 115   |
| 12       | Canada           | –             | –           | –               | –          | 90              | –                     | –       | –       | –      | 90    |
| 13       | Suisse           | –             | –           | –               | 55         | –               | –                     | –       | –       | 30     | 85    |
| 14       | Autriche         | –             | –           | –               | 80         | –               | –                     | –       | –       | –      | 80    |
| 15       | Pologne          | 55            | –           | –               | –          | –               | –                     | –       | –       | –      | 55    |
| 15       | Japon            | –             | –           | –               | –          | –               | –                     | –       | 55      | –      | 55    |
| 17       | Hongrie          | –             | –           | –               | 50         | –               | –                     | –       | –       | –      | 50    |
| 18       | Tchéquie         | –             | –           | –               | 45         | –               | –                     | –       | –       | –      | 45    |